# Parco sculture del Chianti
Il Parco sculture del Chianti è una mostra permanente all'aperto di installazioni e sculture contemporanee, situato a Pievasciata nel comune di Castelnuovo Berardenga, circa 10 km a nord di Siena.
Si tratta di uno dei quattro grandi parchi di land art e arte contemporanea in Toscana. Gli altri sono il parco della villa di Celle, il giardino di Daniel Spoerri e il giardino dei Tarocchi. 

## Storia
A dar vita a questo progetto sono stati Piero e Rosalba Giadrossi, già da anni appassionati d'arte contemporanea e proprietari di una galleria. Hanno dedicato al parco 7 ettari di un incontaminato bosco di querce e lecci, recintato in quanto ospitava prima un allevamento di cinghiali.
Durante tre anni di lavoro è stato tracciato un sentiero e sono stati invitati artisti internazionali a studiare la natura per poi creare le proprie opere integrandole nell'ambiente circostante.
Dalla sua inaugurazione nel maggio 2004 il parco è aperto al pubblico ed è gestito dall'associazione culturale no-profit "Amici del Parco".
Il visitatore trova oggi ventisei installazioni e sculture lungo un circuito di circa 1 km che lo mette in contatto con culture e stili diversi, visto che sono presenti artisti di oltre venti paesi dei cinque continenti.
I materiali utilizzati sono i più disparati, vanno dal bronzo al ferro, dal granito al marmo, dal vetro al neon ecc.
La natura, la luce, le stagioni danno sempre nuovi aspetti alle sculture come è tipico per l'arte ambientale. Così il Parco sculture del Chianti è diventato un buon esempio della diversità e della vitalità dell'arte contemporanea nel mondo.

## Le opere
Tra le varie opere si può menzionare Energy del greco Costas Varotsos, una scultura imponente costituita da 15 tonnellate di vetro e un'anima d'acciaio da una tonnellata.
Il Salto della Cavallina di Dominic Benhura, uno degli esponenti più conosciuti dell'arte della tribù africana degli Shona, presenta un gioco praticato dai bambini di tutto il mondo.
Il Labirinto dell'inglese Jeff Saward, inserito nel 2007, fa parte delle installazioni interattive, si può percorrerne tutto il tracciato.
Il francese Nicolas Bertoux lancia con Coin de bois blanc una sfida alla percezione umana: tronchi di marmo di Carrara esposti in un angolo attorno al quale gira il percorso, segnalando un piano virtuale che risulta sfuggente all'occhio umano.
L'Arcobaleno dell'italiana Federica Marangoni genera un arco di luce spettacolarmente colorato, in contrasto con il verde del bosco.

### Elenco
- Vincent Leow, The Milk Factory (2002)
- Ursula Reuter Christiansen, The Blue Bridge (2001)
- Costas Varotsos, Energy (2001)
- Kim Hae Won, Island (2000)
- Adriano Visintin, Xaris (2002)
- Mauro Berrettini, La pietra sospesa (2002)
- Christoph Spath, Balance (2002)
- Ichvan Noor, Il Pensatore (2013)
- Jaya Schirch, Harmonic Divergence (2001)
- Dolorosa Sinaga, Faith and Illusion (2001)
- Emanuel Rela, Il Porcino di Mario (2021)
- Johannes Pfeiffer, Limes (2001)
- Yasmina Heidar, Falling Leaf (2008)
- Kemal Tufan, The Keel (2001-2002)
- Cor Litjens, Unfinished Building (2004)
- Dominic Benhura, Leapfrog (2000)
- Anita Glesta, Dialogue (2001)
- Pilar Aldana Mendez, Construccion Para Atrapar El Tempo (2001)
- Roberto Cipollone, Chianti (2002)
- Jeff Saward, Labirinto (2007)
- Xavier Barrera Fontenla, Por La Libertad de Prensa (2001)
- Pietro Giadrossi, The way we were (2013)
- Nicolas Bertoux, Coin de bois blanc (2003)
- Federica Marangoni, Rainbow crash (2003)
- William Furlong, Off The Beaten Track (2003)
- Neal Barab, Twist and shout (2001)
- Key Nakamura, La casa nel bosco (2003)